# Джильбаб

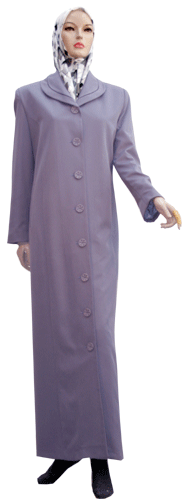
Джильбаб-пальто

Джильба́б, джилба́б (араб. جلباب‎) — цельная женская одежда для мусульманок, укрывающая всё тело, оставляя непокрытыми лишь лицо, кисти и стопы.

## История
В настоящий момент понятие джильбаба несколько трансформировалось и означает одежду, покрывающую тело. Это может быть длинное просторное платье из плотной ткани, длинный плащ, пальто. Более подходит под определение верхней одежды, то есть надеваемой на другую одежду.
Современные мусульманки заменяют джильбаб также на длинные юбки и просторный верх (блузки, свитера, кардиганы).